# Mundulea anceps
Mundulea anceps là một loài thực vật có hoa trong họ Đậu. Loài này được R.Vig., p.p. miêu tả khoa học đầu tiên.